# (39828) 1998 BH4
(39828) 1998 BH4 est un astéroïde de la ceinture principale d'astéroïdes découvert en 1998.

## Description
(39828) 1998 BH4 a été découvert le 21 janvier 1998 à l'observatoire de Nachikatsuura au Japon, par Yoshisada Shimizu et Takeshi Urata.

### Caractéristiques orbitales
L'orbite de cet astéroïde est caractérisée par un demi-grand axe de 2,36 ua, un périhélie de 1,84 ua, une excentricité de 0,22 et une inclinaison de 2,24° par rapport à l'écliptique. Du fait de ces caractéristiques, à savoir un demi-grand axe compris entre 2 et 3,2 ua et un périhélie supérieur à 1,666 ua, il est classé, selon la JPL Small-Body Database, comme objet de la ceinture principale d'astéroïdes.

### Caractéristiques physiques
(39828) 1998 BH4 a une magnitude absolue (H) de 15,3 et un albédo estimé à 0,424.